# Natalja Nikolajevna Gontsjarova

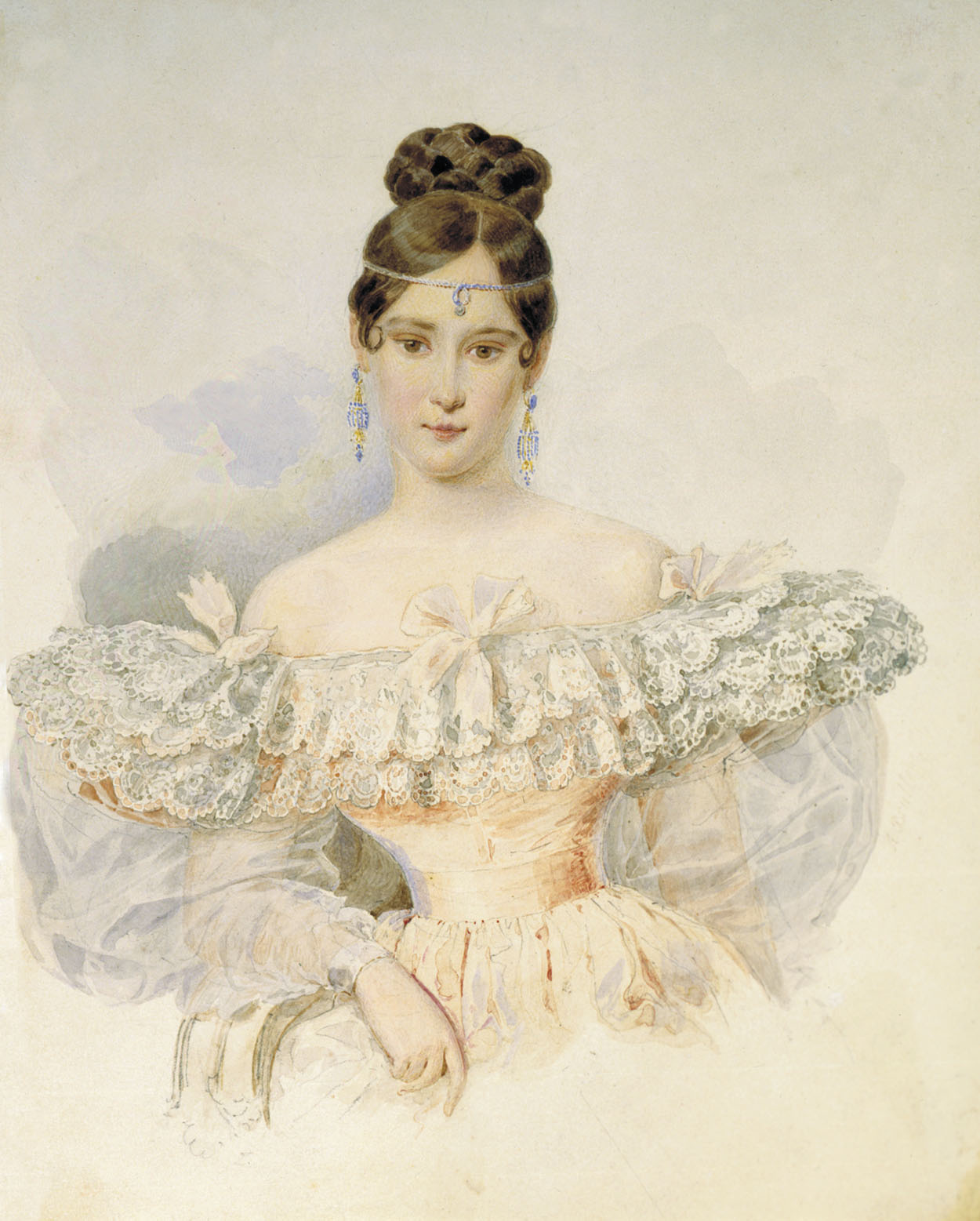

Natalja Nikolajevna Poesjkina-Lanskaja (Russisch: Наталия Николаевна Пушкина-Ланская), geboren Gontsjarova (Гончарова) (landgoed Karian, gouvernement Tambov, 27 augustus 1812 — Sint-Petersburg, 8 december 1863) was een Russische adellijke dame en vrouw van de grote Russische dichter Aleksandr Poesjkin.

## Origine
Natalja Gontsjarova stamde uit een familie die fortuin had gemaakt in de textiel- en papierindustrie. Haar grootvader werd door Catharina II van Rusland in de adelstand verheven. 

## Poesjkin
In 1828 ontmoet ze als zestienjarige jonge vrouw op een bal de dan reeds beroemde dichter Aleksandr Poesjkin (1799-1837) kennen. Na enige tegenstand van Natalja's moeder wegens haar zorgen om Aleksanders losbandige vrijgezellenleven, gebrek aan welvaart, kritiek op de overheid en zijn jaren in ballingschap, stemde ze uiteindelijk toch in met zijn huwelijksaanzoek en trouwde het paar op 2 maart 1831. 
Aanvankelijk leefde het paar nabij het buitenverblijf van de tsaar in Tsarskoje Selo (in 1937 naar aanleiding van de honderdste sterfdag van de dichter hernoemd tot Poesjkin (stad), maar even later verhuisden ze naar Sint-Petersburg.
Aleksander Poesjkin wijdde meerdere gedichten aan zijn vrouw, bijvoorbeeld tijdens hun verlovingstijd het sonnet "Madonna" (1830).
Natalja Poesjkina was een graag geziene gast in de salons van Sint-Petersburg, en verkeerde zelfs in de hofkringen. Om deze geldverslindende levensstijl te kunnen blijven volgen, maakte de familie diepe schulden. In het gedicht "Het is tijd, mijn lief, dat gauw het hart wat rust vindt" (1834) komt Aleksanders wens tot uitdrukking om het gezelschapsleven te ontvluchten. Hij verlangde - in tegenstelling tot zijn vrouw - naar een eenvoudiger en vooral goedkoper leven op het platteland.
Aleksander en Natalja kregen vier kinderen: 
- Maria (1832-1919), zij huwt met Leonid N. Hartung
- Aleksandre (1833-1914)
- Gregorius (1835-1905)
- Natalja (1836-1913), die eerst trouwt met de generaal Michail Leontjevitsj Doebelt (1822-1900), en na de scheiding (1868) hertrouwt met prins Nicolaas Willem van Nassau (1832-1905).

## Liaison d'Anthès
Koket als ze was, liet Natalja zich de aandacht welgevallen van de Franse officier Georges-Charles de Heeckeren d'Anthès, die sinds 1834 het hof frequenteerde en een verkering was begonnen met haar oudste zus Katarina, en Katarina op 10 januari 1837 ook huwde. De geruchten over de relatie van Natalja en d'Anthès deden al gauw de ronde en de jaloersheid van Aleksander dreef hem tot uitdaging tot een duel, op 27 januari 1837. Poesjkin verloor het pistoolduel en stierf twee dagen later aan zijn verwondingen. 
Natalja trok zich met haar kinderen terug op het landgoed van haar ouders in Kaloega. Haar financiële problemen werden ten laste genomen door haar vriend tsaar Nicolaas I van Rusland, die de weduwe ook een pensioen gaf, de opvoeding van haar kinderen betaalde en ervoor zorgde dat Poesjkins verzameld werk werd uitgegeven, waarvan de inkomsten haar ten goede kwamen.

## Lanskoj
Terug in Sint-Petersburg leerde ze in 1843 Pjotr Petrovitsj Lanskoj (1799-1877) kennen, die in hetzelfde regiment diende als haar broer. Het paar trouwde op 16 juli 1844. 
Naast de zorg om haar vier kinderen uit haar huwelijk met Poesjkin, kreeg het pas getrouwde koppel eind 1844 plots ook nog de zorg over de drie kinderen van Pjotrs jonge broer Alexander, die (al vroeger weduwnaar geworden) sterft op 20 november 1844. In een gezin dat zijn gemeenschappelijke kinderen nog moest zien geboren worden, waren er plots zeven kinderen. 
Er werden uit hun huwelijk nog drie kinderen (allen dochters) geboren: 
- Aleksandra (1845-1919), trouwt met de biograaf Ivan A. Arapov,
- Sofia (1846-1918), trouwt met luitenant-generaal Nikolai Nikolaevitsj Sjipov (1846-1911),
- Elizaveta (1848-1903), trouwt eerst met kolonel Nicholas A. Arapov (1847-1883), en gaat in 1883 een tweede huwelijk aan met luitenant-generaal Sergej Iljitsj Bibikov (1851-1903).

Natalja overleed op 26 november 1863 op 51-jarige leeftijd; haar as werd bewaard op het kerkhof van het Alexander Nevski-klooster.